# Mercedes AMG High Performance Powertrains
Mercedes AMG High Performance Powertrains Limited (kurz Mercedes AMG HPP, bis 2011 Mercedes-Benz HighPerformanceEngines) ist ein britisch-deutscher Hersteller von Rennmotoren für die Formel 1 und ein 100-prozentiges Tochterunternehmen der Mercedes-Benz Group. Mercedes AMG HPP entstand 2005 durch die vollständige Übernahme der seit 1984 bestehenden britischen Motorenschmiede Ilmor, nachdem Mercedes-Benz zuvor bereits Teile übernommen hatte. Seit 2005 besteht Ilmor Engineering Ltd. parallel als eigenständiges Unternehmen weiter.
Mercedes AMG HPP ist werksseitiger Motorenlieferant des Mercedes AMG F1 Teams, mit dem die Mercedes-Benz Group seit der Saison 2010 wieder an der Weltmeisterschaft teilnimmt. Darüber hinaus beliefert das Unternehmen in der Saison 2024 die Kundenteams Williams (seit 2014), Aston Martin, (seit 2018, anfangs als Racing Point) und McLaren (seit 2021) mit Triebwerken.
Der erste Einsatz von Mercedes-Motoren in der Formel 1 datiert aus dem Werksengagement der Daimler-Benz AG in den Jahren 1954 und 1955. Mit den von Mercedes-Benz entwickelten 2,5-Liter-Achtzylindermotoren mit Benzin-Direkteinspritzung konnten durch Juan Manuel Fangio zwei Fahrer-Weltmeisterschaften und insgesamt neun Rennen gewonnen werden. Dieser Werkseinsatz ist inhaltlich von dem in diesem Artikel beschriebenen Unternehmen zu trennen. In der Statistik sind hingegen alle Renneinsätze von Teams und Fahrern mit Mercedes-Motoren bedacht.
So ist Mercedes-Benz mit insgesamt 223 Grand-Prix-Siegen und 234 Pole-Positions (Stand: Saisonende 2024) hinter Ferrari der zweiterfolgreichste Motorenlieferant der Formel-1-Geschichte und vor Porsche und BMW erfolgreichster deutscher Triebwerkshersteller. Es wurden mit Mercedes-Motoren von verschiedenen Teams 13 Fahrertitel und elf Konstrukteurstitel gewonnen.

## Geschichte
1984 gründeten Mario Illien und Paul Morgan den Motorenhersteller Ilmor Engineering. Sie stellten anfangs Motoren für die amerikanische Champ-Car-Rennserie her, ab 1990 begannen die ersten Versuche in der Formel-1-Weltmeisterschaft. In der Saison 1991 rüstete man mit Leyton House erstmals einen Formel-1-Rennstall mit Motoren aus. Aufgrund zahlreicher Ausfälle (u. a. auch einige Motorschäden) konnte nur ein einziger Punkt gewonnen werden (durch Ivan Capelli beim Großen Preis von Ungarn). Folglich belegte man den zwölften und letzten Platz in der Konstrukteursweltmeisterschaft.
In der folgenden Saison wechselte Ilmor zu den Teams Tyrrell und March. Diese Saison verlief erfolgreicher und beide Kundenteams konnten einige Punkte sammeln. So belegte man am Ende der Saison mit Tyrell Platz sechs und mit March Platz neun der Konstrukteursweltmeisterschaft.
Ab 1993 begann ein Kooperationsprogramm mit Mercedes-Benz. Ilmor rüstete von nun an ausschließlich das von der Sportwagen-Weltmeisterschaft in die Formel 1 gewechselte Sauber-Team mit Motoren aus. Das Team fuhr offiziell noch mit Ilmor-Motoren, auf den Fahrzeugen stand der Schriftzug "Concept by Mercedes-Benz". Dank zahlreicher Punkteplatzierungen belegte das Team am Ende Platz sieben der Herstellermeisterschaft.

### 1994–2005: Mercedes 3,0 Liter V10

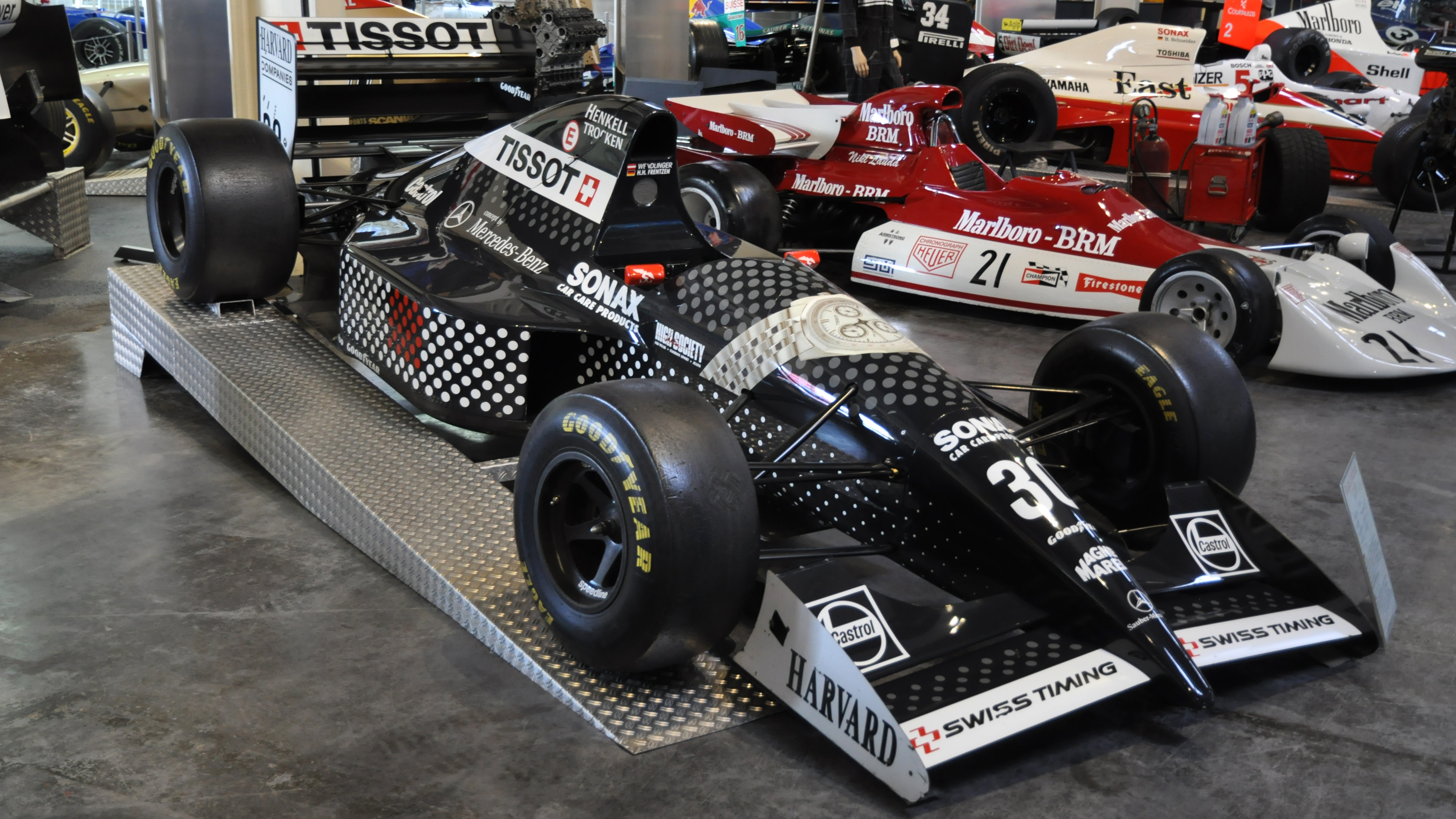
Erster Formel-1-Wagen mit Mercedes-Motor seit 1955: Sauber C13 von 1994

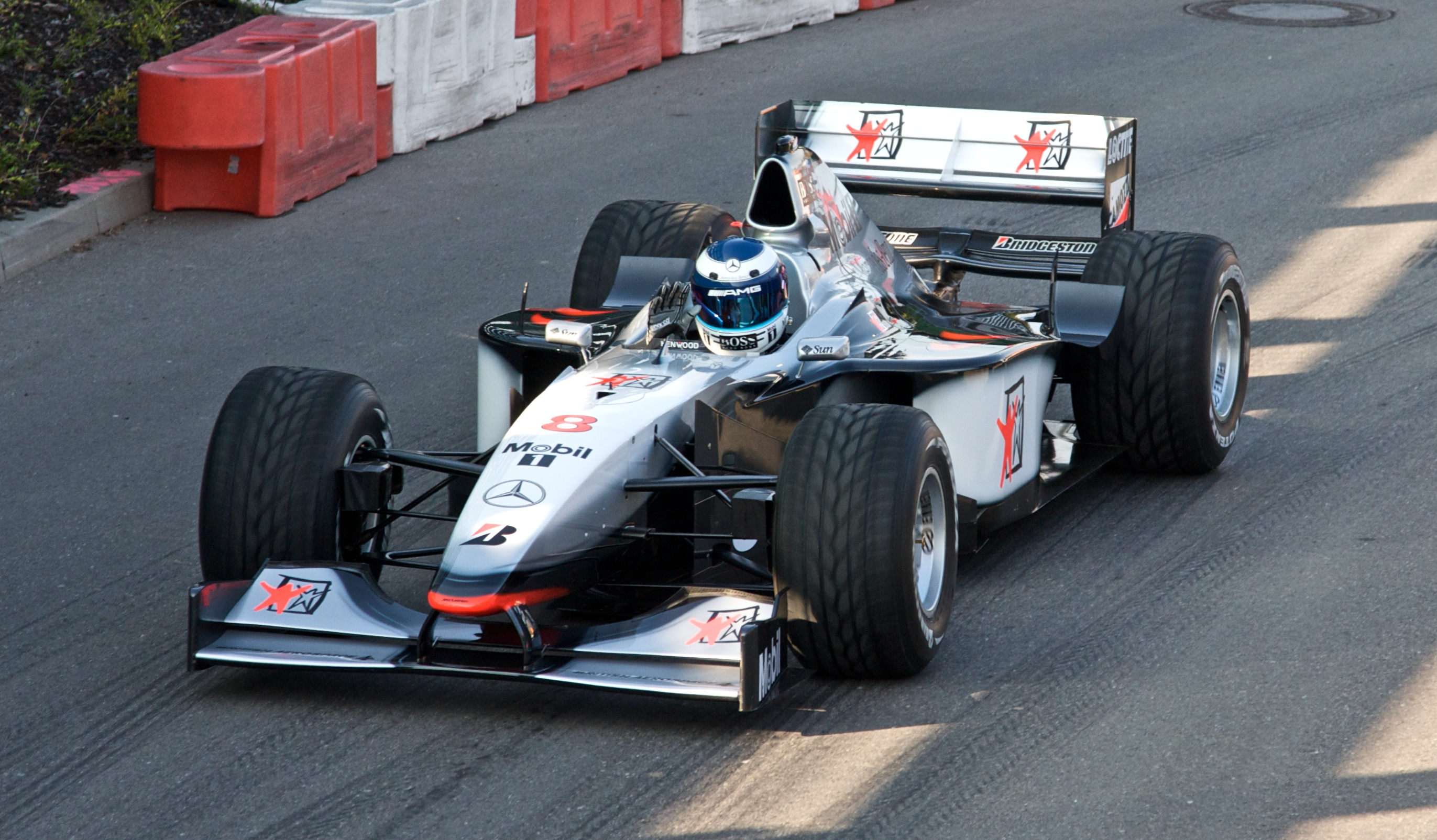
Erster WM-Titel der Ehe McLaren-Mercedes: Mika Häkkinen in der Saison 1998

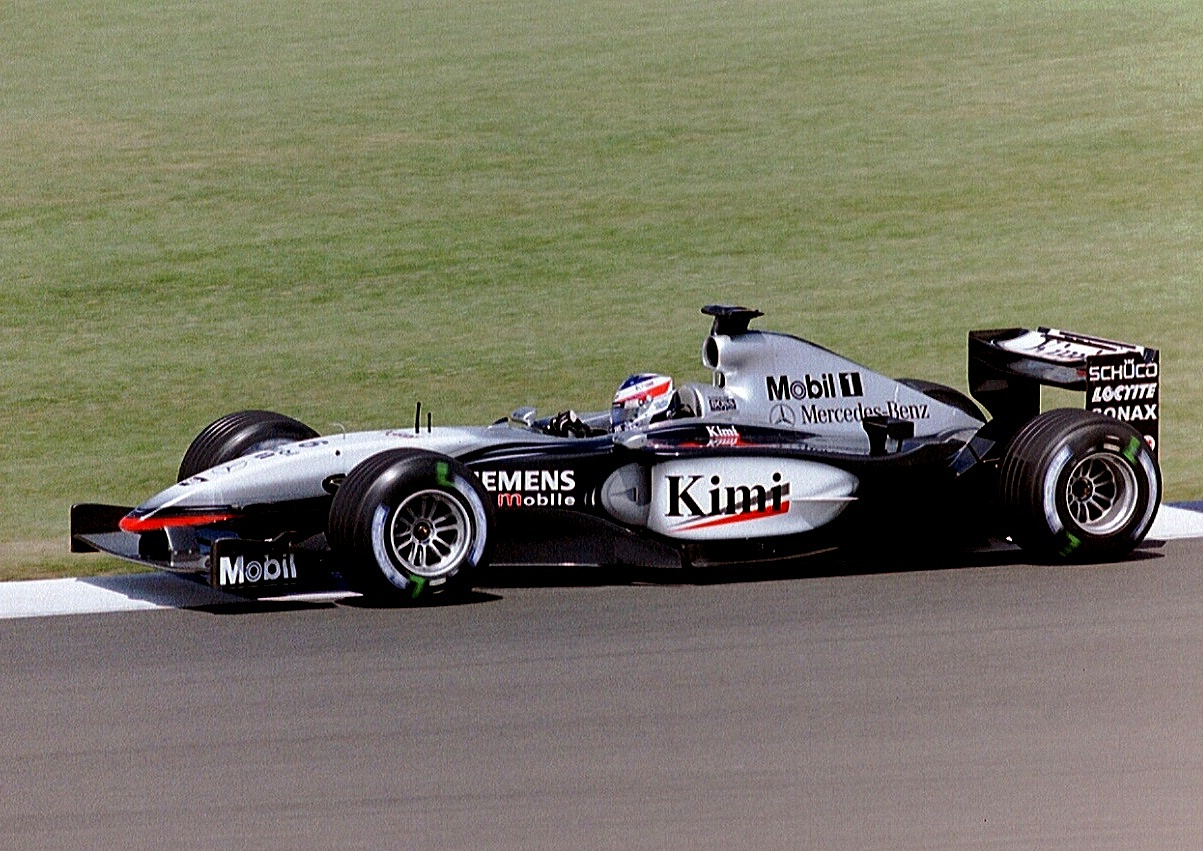
McLaren-Mercedes MP4-17D aus der Saison 2003

1994 erwarb Daimler-Benz erstmals Aktienanteile von 25 % an Ilmor. Deshalb wurden die Motoren des Sauber-Teams ab dieser Saison unter dem Namen Mercedes eingesetzt. Ilmor belieferte in diesem Jahr darüber hinaus noch Pacific Racing unter eigenem Namen, wobei die 1992 bei March und Tyrrell eingesetzten Motoren vom Typ 2175A zum Einsatz kamen. Sauber konnte einige Male punkten und wurde so Achter mit zwölf Punkten. Pacific Racing konnte keinen einzigen Punkt erzielen.
1995 wurden Mercedes-Benz und McLaren Partner in der Formel 1, die Motoren wurden von Ilmor für Mercedes-Benz hergestellt. McLaren nutzte die Mercedes-Motoren von nun an exklusiv als werksunterstütztes Team. Das Team konnte regelmäßig in die Punkte fahren und wurde so mit 30 Punkten WM-Vierter. Im Jahr darauf konnte mit 49 Punkten dieser vierte Platz verteidigt werden.
Beim Großen Preis von Australien in Melbourne 1997 konnte Mercedes als Motorenhersteller seinen ersten Formel-1-Sieg seit dem Ausstieg Ende 1955 feiern, David Coulthard gewann das Rennen. Beim Großen Preis von Italien ebenfalls durch David Coulthard und beim Großen Preis von Europa durch einen Doppelsieg von Mika Häkkinen und David Coulthard folgten zwei weitere Siege. Man hatte am Saisonende nun 63 WM-Punkte und verteidigte den vierten Platz in der Konstrukteursmeisterschaft erneut.
In den Jahren 1998 und 1999 gelang der Durchbruch, mit Mika Häkkinen konnte jeweils der Fahrerweltmeistertitel gewonnen werden. 1998 wurde McLaren zudem Konstrukteursweltmeister. Insgesamt gelangen in den beiden Jahren 16 Grand-Prix-Siege.
In den folgenden Jahren konnte das britisch-deutsche Team aufgrund der Überlegenheit der Ferraris nicht mehr um die WM-Titel kämpfen und wurde 2000 und 2001 jeweils Vizeweltmeister. 2002 blieb McLaren-Mercedes nur Platz drei hinter Ferrari und Williams-BMW.
In dieser Saison erhöhte DaimlerChrysler seinen Aktienanteil an dem Motorenwerk auf 55 % und änderte den Namen des Unternehmens in Mercedes-Ilmor Ltd. Des Weiteren wurde die phasenweise, vollständige Übernahme des Unternehmens vereinbart.
Die Saison 2003 verlief wieder erfolgreicher. McLaren kämpfte bis zum letzten Rennen mit Kimi Räikkönen um den Fahrer-Titel, scheiterte aber knapp mit zwei Punkten Rückstand auf Michael Schumacher. Bei den Konstrukteuren wurde man erneut nur Dritter mit 142 Punkten. 2004 war ein schwaches Jahr, mit nur einem Sieg lag McLaren-Mercedes am Ende der Saison mit 69 Punkten auf Platz fünf der Konstrukteurswertung.
2005 erwarb DaimlerChrysler die restlichen Unternehmensanteile und änderte den Unternehmensnamen in Mercedes-Benz HighPerformanceEngines Ltd. Alle Unternehmensteile, die nicht mit der Entwicklung und Produktion von Formel-1-Motoren beschäftigt sind, wurden im Zuge der Unternehmensumgestaltung zusammen mit den Namensrechten an „Ilmor“ an Mario Illien und Roger Penske verkauft, die daraufhin die Ilmor Engineering Ltd. neugründeten. Sportlich konnte sich das Team im letzten Jahr der Zehnzylinder-Motoren konsolidieren. Mit dem jungen Finnen Kimi Räikkönen und Juan Pablo Montoya wurde man sowohl bei den Fahrern (Räikkönen) als auch den Konstrukteuren Vizeweltmeister.
Im nächsten Jahr war der McLaren nur das drittstärkste Fahrzeug im Feld, Platz fünf bei den Fahrern und Platz drei bei den Konstrukteuren war das Ergebnis.

### 2006–2013: Mercedes 2,4 Liter V8

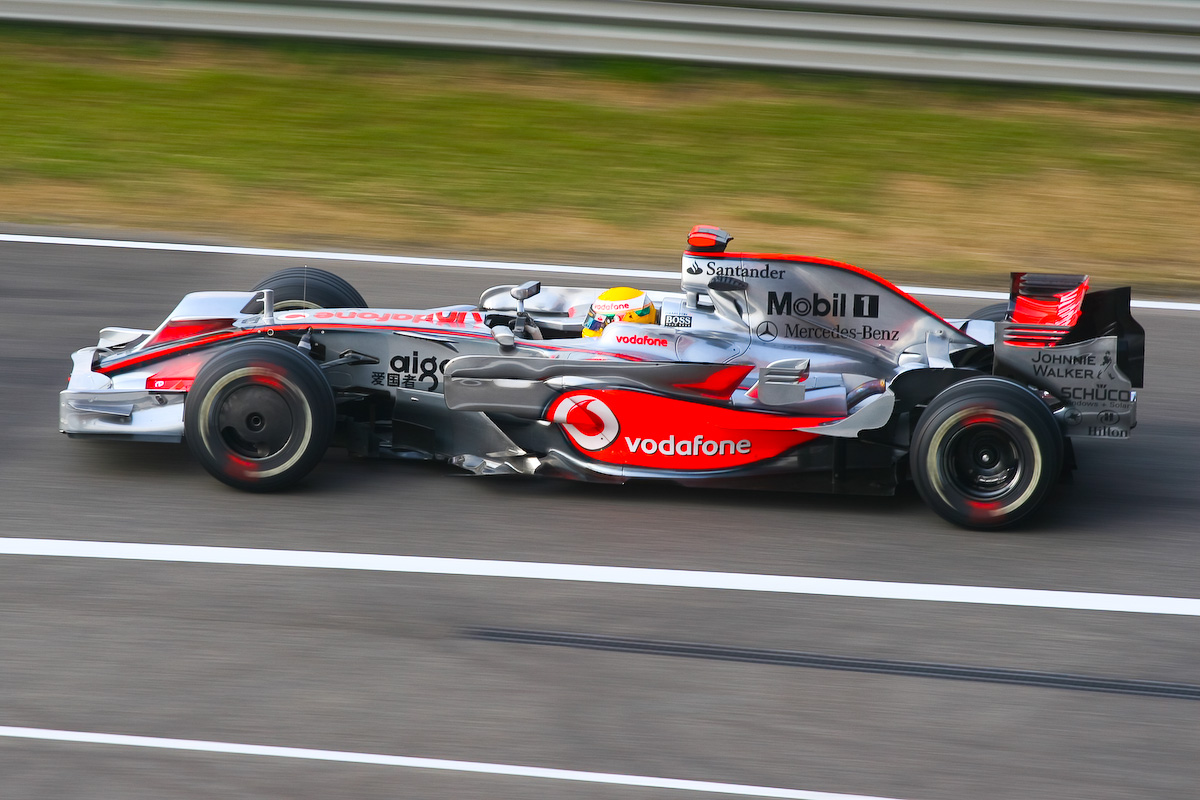
Weltmeister 2008: Lewis Hamilton im McLaren-Mercedes MP4-23

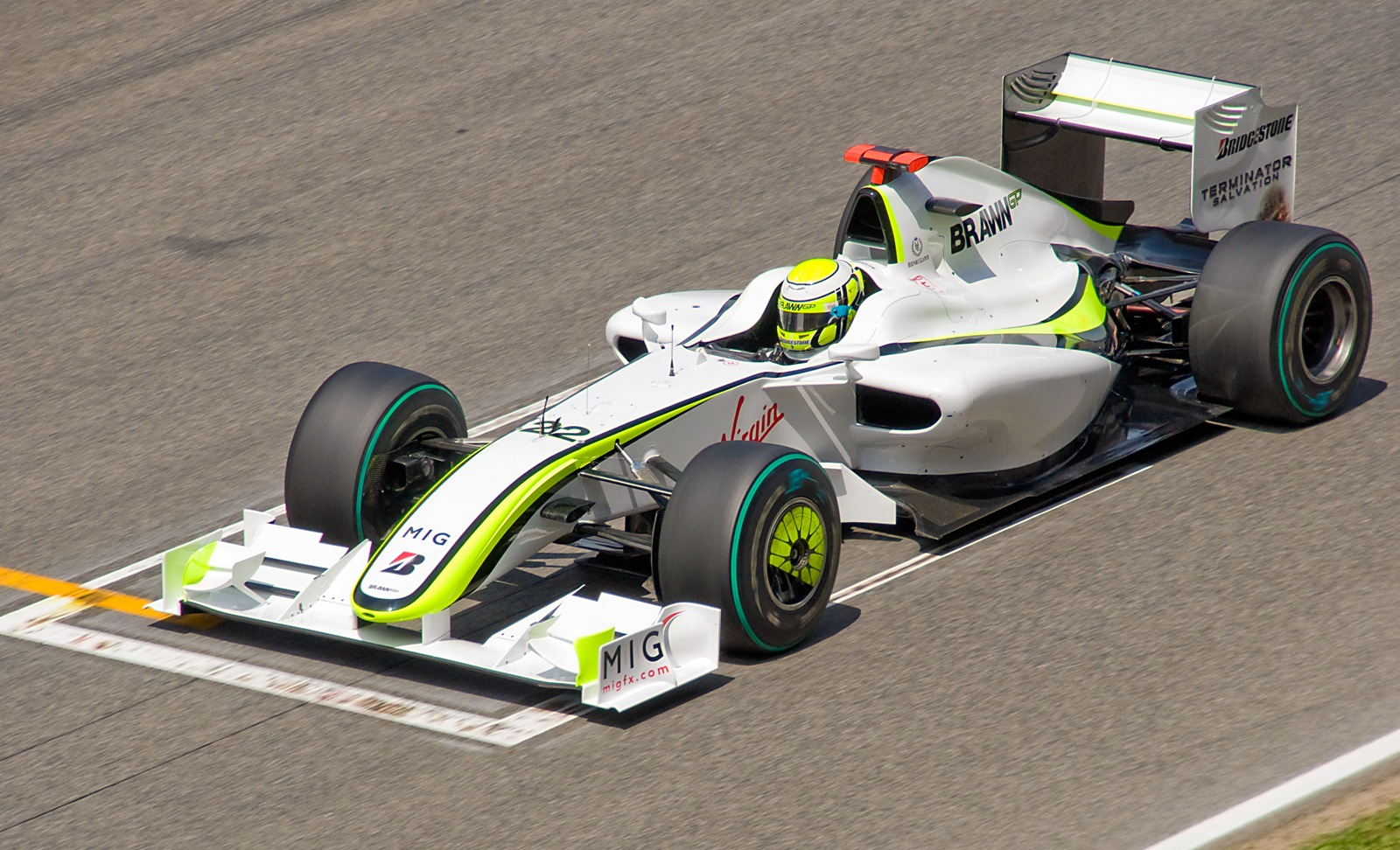
Siege und Titel erstmals mit einem Kundenteam: Jenson Button im Brawn BGP 001

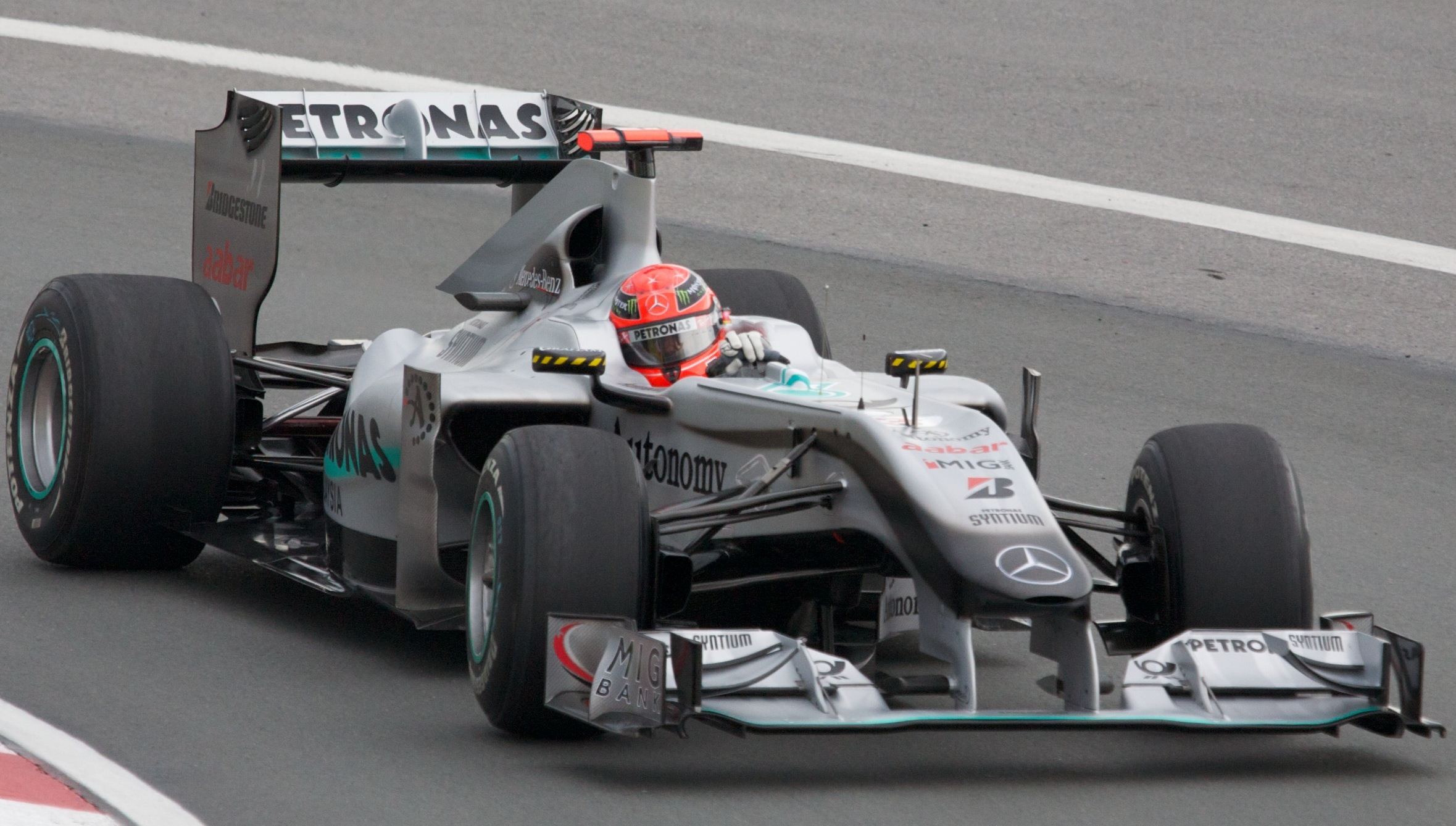
Comeback als Werksteam mit dem Mercedes MGP W01 (2010)

In der Formel-1-Weltmeisterschaft 2006 startete die Ära der V8-Motoren mit 2,4 Liter Hubraum. McLaren-Mercedes hatte gegen die dominierenden Teams Renault und Ferrari jedoch zunächst keine Chance. Es gelang 2006 kein einziger Sieg, Platz fünf bei den Fahrern (Räikkönen) und mit 110 Punkten Platz drei bei den Konstrukteuren war das Ergebnis.
2007 eröffnete Mercedes-Benz HPE den ersten Teil des neuen Formula One Mercedes-Benz Technology Centre im englischen Brixworth (ebenfalls Heimat von Ilmor Engineering). Sportlich wollte das Team endlich wieder zur Spitzengruppe der Meisterschaft gehören, wofür man den zweimaligen Weltmeister Fernando Alonso und den Nachwuchsfahrer Lewis Hamilton verpflichtete. Trotz teaminterner Streitereien der Fahrer gelang eine zunächst erfolgreiche Saison, in der man acht Laufsiege einfahren konnte und beide Meisterschaften nur um einen Zähler gegen Ferrari verlor. Das Jahr endete für McLaren-Mercedes aufgrund der „Spionage-Affäre“ mit dem Ausschluss von der Konstrukteurs-WM jedoch desaströs. Die Fahrer behielten hingegen ihre Punkte. 2008 verließ Alonso das Team und Heikki Kovalainen ersetzte ihn. Das Team präsentierte sich ähnlich konkurrenzfähig wie im Vorjahr und diesmal wurde Lewis Hamilton mit einem Punkt Vorsprung gegenüber Massa im Ferrari Weltmeister. Das Team wurde mit 151 Punkten und sechs Siegen Vizemeister.
2009 belieferte Mercedes-Benz HPE neben dem Team McLaren-Mercedes auch erstmals Kundenteams: Force India und Brawn GP. Im Juni 2009 gab Mercedes-Motorsportchef Norbert Haug eine Reduzierung der Belegschaft in Brixworth um etwa 50 Mitarbeiter bekannt. Grund seien die aktuellen Regeländerungen in der Formel 1. Brawn GP konnte in seiner ersten Saison mit Jenson Button als Weltmeister überraschend beide Meisterschaften gewinnen. Dies war für ein Team mit Mercedes-Motoren der sechste Fahrer-WM-Titel nach 1954, 1955, 1998, 1999 und 2008 und der zweite Konstrukteurs-WM-Titel nach 1998. Zudem konnte Jenson Button drei Rennen mit demselben Motor gewinnen, was einen neuen Rekord in der Formel 1 darstellte. Brawn GP verzichtete aus Kosten- und Gewichtsgründen von vornherein auf das neu erlaubte KERS-System, zur Rückgewinnung der Bremsenergie. McLaren-Mercedes, BMW-Sauber, Ferrari und Renault setzten auf das komplizierte System und verloren auch deswegen den Anschluss an die aerodynamisch besser aufgestellten Brawn GP und Red Bull. Erst beim Ungarn-GP vor der Sommerpause konnte durch den Sieg von Hamilton auf McLaren-Mercedes erstmals ein Formel-1-Antrieb mit KERS einen Grand Prix gewinnen. McLaren wurde bei den Fahrern Fünfter (Hamilton) und bei den Konstrukteuren mit 71 Punkten Dritter. Es gelang in der zweiten Saisonhälfte noch ein weiterer Sieg in Singapur. Force India wurde mit 13 Punkten Neunter in der Konstrukteurswertung.
Durch die Übernahme von Brawn GP im Vorfeld der Saison 2010 startete erstmals seit 1955 wieder ein Werksteam von Mercedes-Benz in der Formel-1-Weltmeisterschaft. Durch den gleichzeitigen Ausstieg bei McLaren endete die britisch-deutsche Partnerschaft nach 14 Jahren. McLaren war fortan nur noch ein Kundenteam neben Force India. Trotzdem konnte McLaren 2010 und 2011 den zweiten Platz bei den Konstrukteuren erreichen, während das Werksteam jeweils Rang vier belegte. Force India wurde Siebter und Sechster der Teamwertung.
2012 gelangen dem Werksteam mit Nico Rosberg zwar der erste Sieg und die erste Pole-Position seit dem Wiedereinstieg, trotzdem war McLaren als Kundenteam noch das erfolgreichere Team. Es gelangen sieben Siege, 378 Punkte und der dritte Rang bei den Konstrukteuren. Das Mercedes-Werksteam wurde mit 142 Punkten lediglich Fünfter, Force India mit 107 Siebter. 2013 wechselte Hamilton von McLaren zu Mercedes. In dieser Saison konnte Mercedes erstmals seinen ehemaligen Partner schlagen, man wurde mit insgesamt drei Siegen Vierter bei den Fahrern (Hamilton) und mit 360 Punkten Vizeweltmeister hinter Red Bull. McLaren beendete eine schwierige Saison auf dem fünften Schlussrang vor Force India.

### Seit 2014: Mercedes 1,6 Liter V6 Turbo

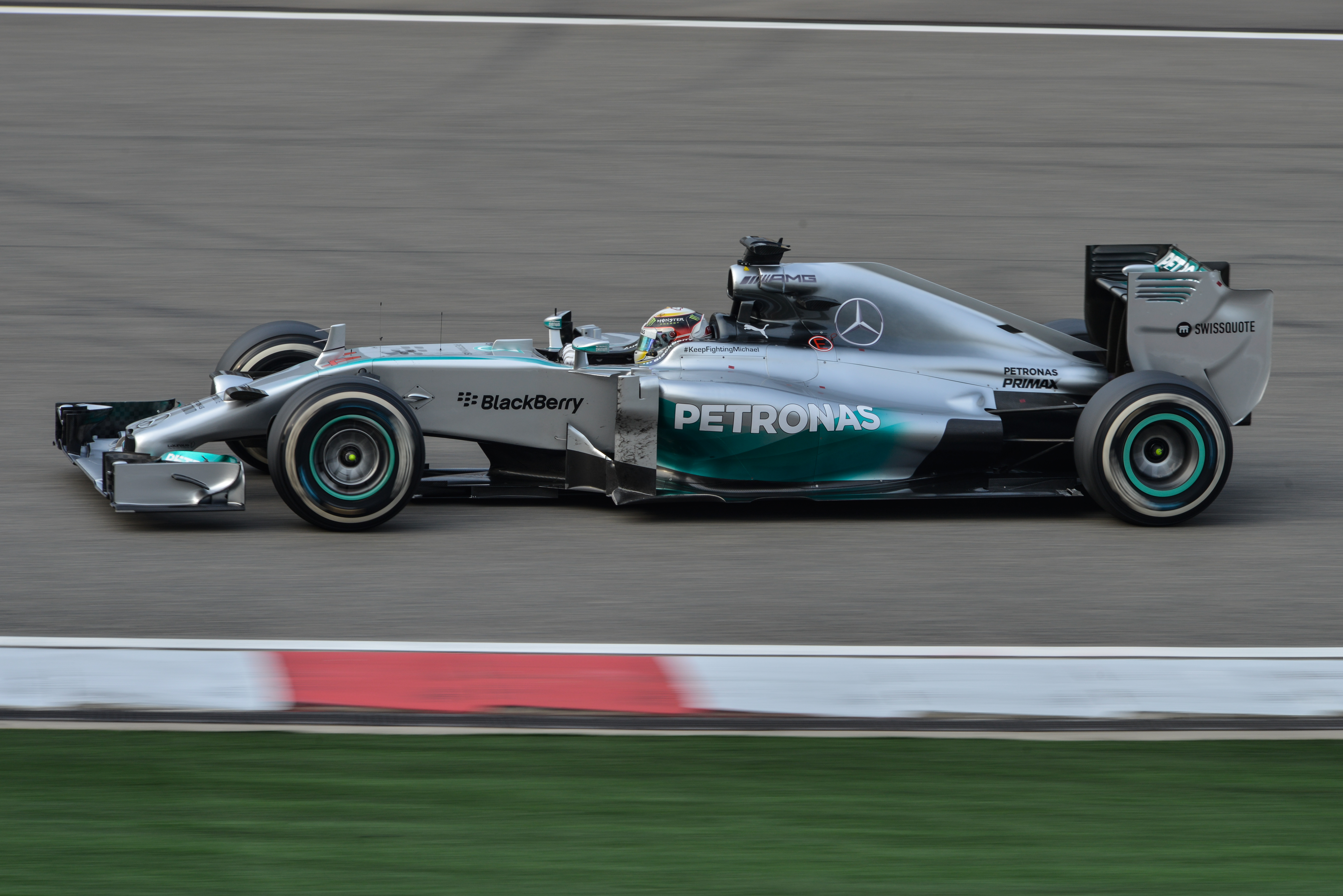
Weltmeister 2014: Lewis Hamilton im Mercedes F1 W05 Hybrid

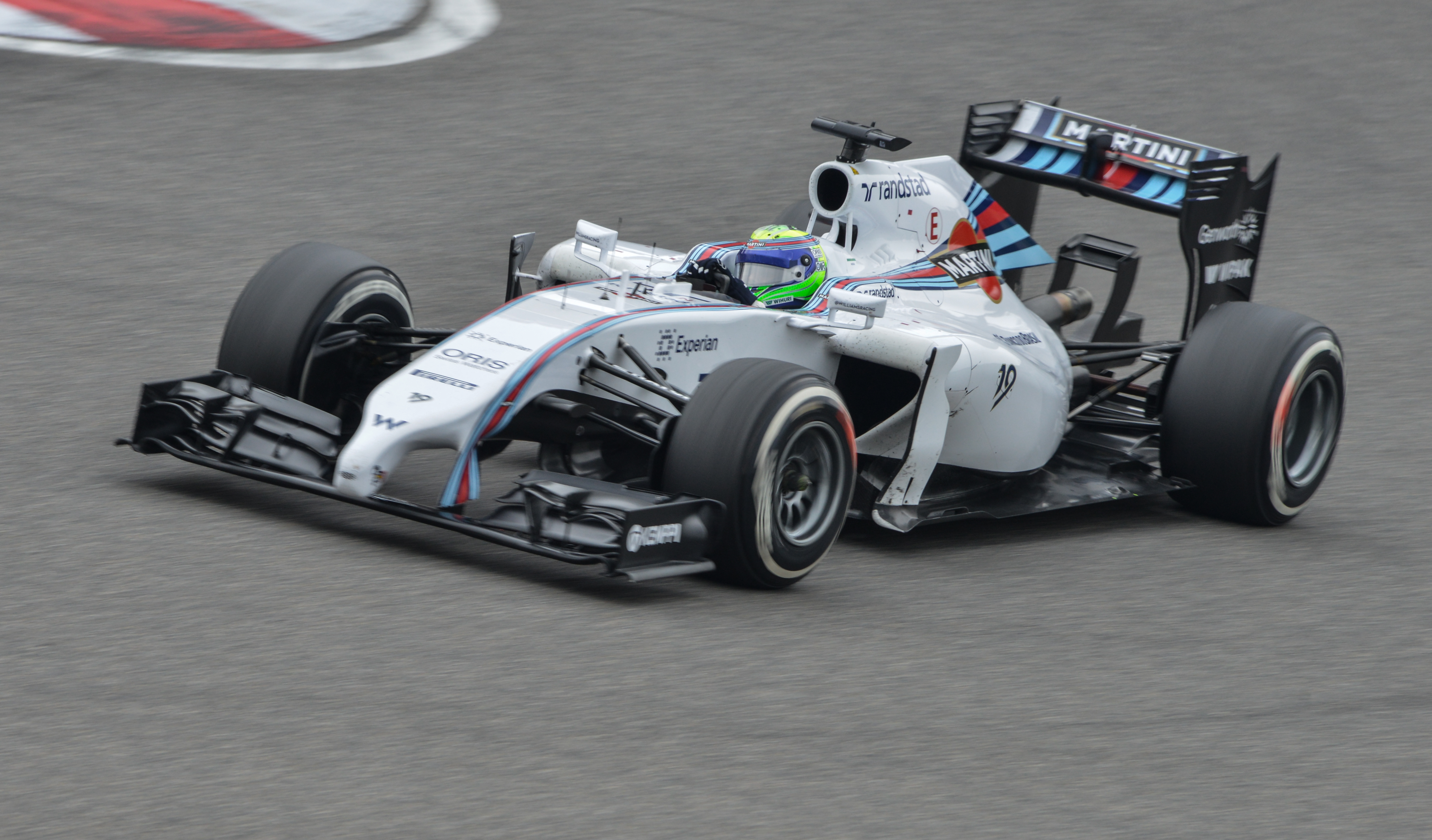
Williams fährt seit 2014 mit Mercedes-Motoren: Williams FW36 (2014)

Zur Formel-1-Weltmeisterschaft 2014 wurden in der Formel 1 1,6-Liter-V6-Turbomotoren mit Energierückgewinnung (kinetisch und thermisch) vom Reglement vorgeschrieben. Zu Beginn dieser Hybrid-Ära präsentierte sich der von Mercedes AMG HPP neu entwickelte Mercedes-Benz PU106A Hybrid als leistungsstärkstes und zuverlässigstes Triebwerk in der Formel 1. Die Entwicklung begann bereits drei Jahre zuvor und soll geschätzte 100 Millionen £ an Entwicklungskosten verschlungen haben.
Mercedes-Benz gewann erstmals seit 1955 wieder eine Fahrerweltmeisterschaft durch Hamilton und wurde mit dem Rekord von 701 Punkten Konstrukteursweltmeister. Beide Titel konnten 2015 und 2016 jeweils in ähnlich dominanter Form verteidigt werden, wobei 2016 einmalig Nico Rosberg Weltmeister wurde.
Seit der Saison 2014 belieferte Mercedes neben Force India und McLaren auch das Williams F1 Team mit V6-Turbomotoren. Die Dominanz der Mercedes-Motoren zeigte sich auch dadurch, dass mit Williams als Drittem, McLaren als Fünftem und Force India als Sechstem alle Mercedes-Kunden innerhalb der Top 6 der Konstrukteursmeisterschaft 2014 lagen. Williams und Force India etablierten sich 2015 mit den Plätzen drei und fünf sowie 2016 mit den Plätzen vier und fünf im Mittelfeld. Nachdem McLaren zur Saison 2015 zu Honda-Motoren gewechselt war, belieferte Mercedes durch die frei gewordenen Produktionskapazitäten zunächst das Lotus F1 Team für ein Jahr und nach dessen Übernahme durch Renault in der Saison 2016 Manor Racing. Letztere allerdings mit Vorjahresmotoren von 2015, was 2016 erlaubt war. Während Lotus einen dritten Platz erreichte und als Sechster unter den Konstrukteuren abschloss, wurde Manor nur Elfter der Konstrukteurswertung.
2017 und 2018 konnte Mercedes erneut jeweils beide Titel mit dem Duo Hamilton/Bottas gewinnen. Hamilton setzte sich in der Fahrer-WM zweimal gegen Sebastian Vettel und Ferrari durch, deren weiterentwickelte Hybridmotoren sich deutlich verbessert und gleichauf mit Mercedes zeigten. Als Kundenteams fuhren 2017 und 2018 weiterhin Force India sowie Williams mit den Mercedes-Motoren. Force India wurde 2017 Vierter und Williams Fünfter der Konstrukteurswertung. Nachdem Force India während der Saison 2018 insolvent wurde und in das neue Team Racing Point überging, wird auch dieses mit Mercedes-Motoren beliefert. In den letzten neun Saisonrennen 2018 konnte das Team noch 52 Punkte holen und die Saison auf Rang 7 vor Williams (Rang 10) abschließen. Die Punkte des aufgelösten Force India-Teams wurden gestrichen.
2020 gelang Sergio Pérez (Racing Point) in Sachir zum ersten Mal seit Jenson Button (McLaren) in Brasilien 2012 einem Fahrer außerhalb des Werksteams ein Grand-Prix-Sieg mit einem Mercedes-Motor (Branding BWT-Mercedes). 2021 konnte Daniel Ricciardo auf McLaren-Mercedes den Italien-GP gewinnen und Lando Norris fuhr im Schwesterauto in Sotschi auf Pole-Position.
Von den 160 zwischen 2014 und 2021 gefahrenen Grand-Prix konnten mit den Mercedes-Motoren 113 gewonnen werden. Lewis Hamilton avancierte zum erfolgreichsten Mercedes-Piloten der Geschichte. Das Mercedes-Team stellte 2015 und 2016 zahlreiche Saison-Rekorde auf. Mit acht Titeln seit 2014 ist Mercedes nun der Rennstall mit den meisten Konstrukteurstiteln in Folge. Im gleichen Zeitraum wurden sieben Fahrertitel erreicht.
Seit der Saison 2021 treten neben dem Mercedes-Werksteam noch Williams, Aston Martin und McLaren mit den 1,6-Liter-Turbomotoren von Mercedes AMG HPP an. Infolge der Dominanz von Red Bull unter dem neuen Ground-Effect-Reglement seit 2022 gelangen in den ersten beiden Jahren zunächst nur ein Rennsieg und zwei Pole-Positions durch das Werksteam. Mit dem Erstarken des Kundenteams McLaren sowie dem Werksteam selbst in der Saison 2024 folgten jedoch weitere Erfolge (zusammen zehn Rennsiege sowie der Konstrukteurstitel von McLaren).

## Statistik

### Liste der Grand-Prix-Sieger mit Mercedes-Motoren

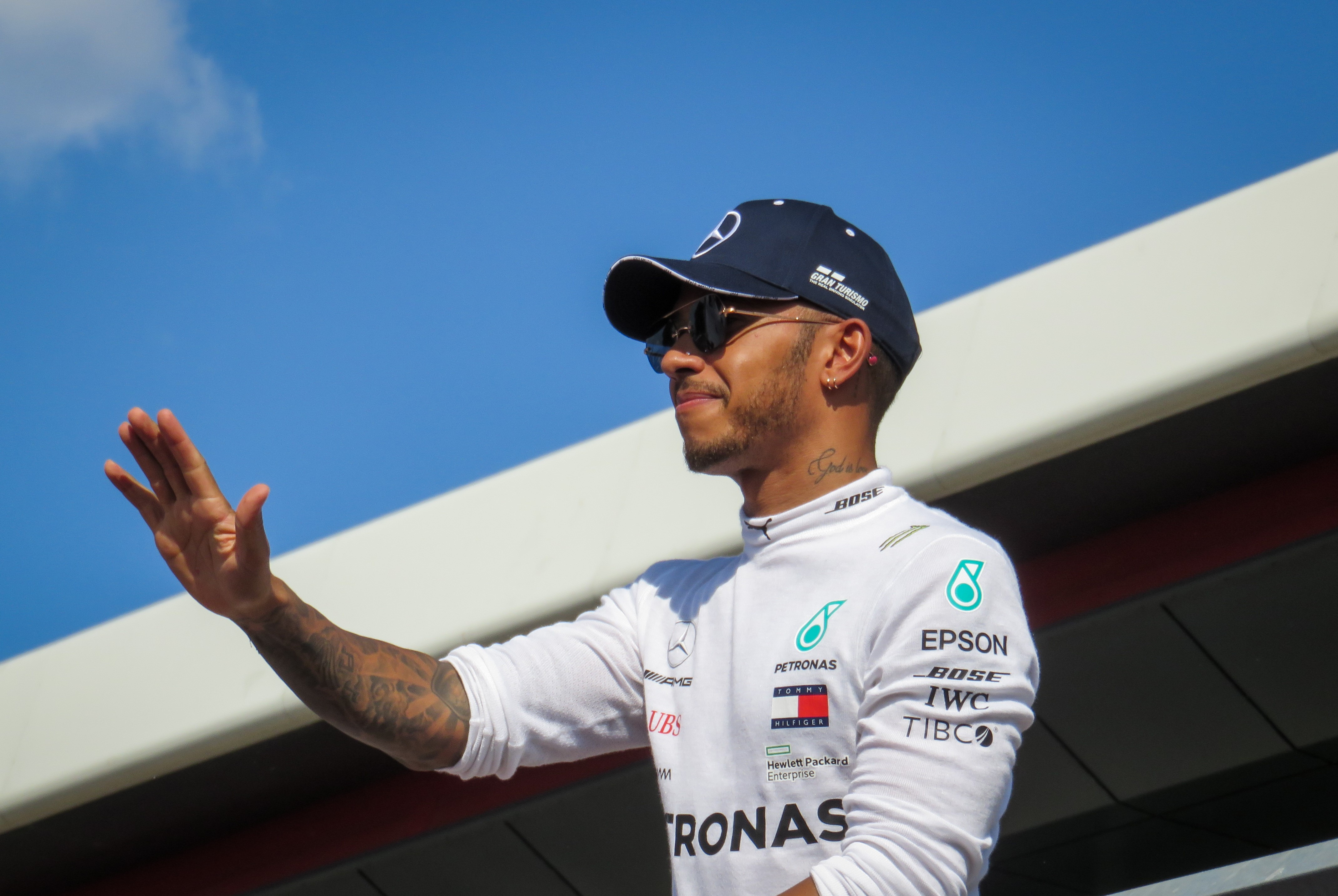
Lewis Hamilton ist der erfolgreichste Fahrer mit Mercedes-Motoren

Die folgende Tabelle listet alle Formel-1-Fahrer, die im Rahmen der Formel-1-Weltmeisterschaft seit ihrer ersten Austragung mit Mercedes-Triebwerken mindestens ein Grand-Prix-Rennen gewonnen haben.
Lewis Hamilton ist mit 356 Rennen und 105 Siegen sowohl Rekordstarter als auch Rekordsieger mit Motoren von Mercedes-Benz. Insgesamt konnten bisher 18 Fahrer Rennen mit Mercedes-Motoren gewinnen.
Alle Fahrer die in der aktuellen Saison 2025 mit Motoren von Mercedes starten sind gelb hinterlegt.
Datenstand: Saisonende 2024
| Fahrer             | Nat.                   | Zeitraum    | Rennen | Siege | Quote   | Pole- Positions | WM- Titel | beste WM-Position (Jahr)                      | Team (Siege)                |
| ------------------ | ---------------------- | ----------- | ------ | ----- | ------- | --------------- | --------- | --------------------------------------------- | --------------------------- |
| Lewis Hamilton     | Vereinigtes Konigreich | 2007–2024   | 356    | 105   | 29,49 % | 104             | 7         | 1. (2008, 2014, 2015, 2017, 2018, 2019, 2020) | Mercedes (84), McLaren (21) |
| Nico Rosberg       | Deutschland            | 2010–2016   | 136    | 23    | 16,91 % | 30              | 1         | 1. (2016)                                     | Mercedes (alle)             |
| Mika Häkkinen      | Finnland               | 1995–2001   | 113    | 20    | 17,70 % | 26              | 2         | 1. (1998, 1999)                               | McLaren (alle)              |
| Jenson Button      | Vereinigtes Konigreich | 2009–2014   | 113    | 14    | 12,39 % | 5               | 1         | 1. (2009)                                     | McLaren (8), Brawn (6)      |
| David Coulthard    | Vereinigtes Konigreich | 1996–2004   | 150    | 12    | 8,00 %  | 7               | –         | 2. (2001)                                     | McLaren (alle)              |
| Valtteri Bottas    | Finnland               | 2014–2021   | 159    | 10    | 6,28 %  | 20              | –         | 2. (2019, 2020)                               | Mercedes (alle)             |
| Kimi Räikkönen     | Finnland               | 2002–2006   | 87     | 9     | 10,35 % | 11              | –         | 2. (2003, 2005)                               | McLaren (alle)              |
| Juan Manuel Fangio | Argentinien            | 1954–1955   | 12     | 8     | 66,67 % | 7               | 2         | 1. (1954, 1955)                               | Mercedes (alle)             |
| Lando Norris       | Vereinigtes Konigreich | 2021–       | 90     | 4     | 4,44 %  | 9               | –         | 2. (2024)                                     | McLaren (alle)              |
| Fernando Alonso    | Spanien                | 2007, 2023– | 63     | 4     | 6,35 %  | 2               | –         | 3. (2007)                                     | McLaren (alle)              |
| George Russell     | Vereinigtes Konigreich | 2019–       | 128    | 3     | 2,34 %  | 5               | –         | 4. (2022)                                     | Mercedes (alle)             |
| Juan Pablo Montoya | Kolumbien              | 2005–2006   | 26     | 3     | 11,54 % | 2               | –         | 4. (2005)                                     | McLaren (alle)              |
| Oscar Piastri      | Australien             | 2023–       | 46     | 2     | 4,76 %  | –               | –         | 4. (2024)                                     | McLaren (alle)              |
| Rubens Barrichello | Brasilien              | 2009        | 17     | 2     | 11,76 % | 1               | –         | 3. (2009)                                     | Brawn (beide)               |
| Sergio Pérez       | Mexiko                 | 2014–2020   | 135    | 1     | 0,74 %  | –               | –         | 4. (2020)                                     | Racing Point                |
| Daniel Ricciardo   | Australien             | 2021–2022   | 44     | 1     | 2,27 %  | –               | –         | 8. (2021)                                     | McLaren                     |
| Heikki Kovalainen  | Finnland               | 2008–2009   | 35     | 1     | 2,86 %  | 1               | –         | 7. (2008)                                     | McLaren                     |
| Stirling Moss      | Vereinigtes Konigreich | 1955        | 6      | 1     | 16,67 % | 1               | –         | 2. (1955)                                     | Mercedes                    |

1. ↑  Bezogen auf die Fahrerweltmeisterschaft.
2. 1 2  Motorenhersteller war Daimler-Benz.

### Liste der belieferten Formel-1-Teams
Alle Teams die in der aktuellen Saison 2025 mit Motoren von Mercedes starten sind gelb hinterlegt.
Datenstand: Saisonende 2024
Werksteam
| Werksteam            | Zeitraum  | Rennen | Siege | Poles | beste WM-Position (Jahr)                            | Motorenformel                           |
| -------------------- | --------- | ------ | ----- | ----- | --------------------------------------------------- | --------------------------------------- |
| Daimler-Benz         | 1954–1955 | 12     | 9     | 8     | –                                                   | 2.5 l L8                                |
| Mercedes AMG F1 Team | 2010–     | 305    | 120   | 133   | 1. (2014, 2015, 2016, 2017, 2018, 2019, 2020, 2021) | 2.4 l V8 (2010–2013) 1.6 l V6 T (2014–) |

1. ↑  Bezogen auf die Konstrukteursweltmeisterschaft, die seit 1958 vergeben wird.
2. ↑  Motorenhersteller war Daimler-Benz.

Kundenteams
| Kundenteam                     | Zeitraum        | Rennen | Siege | Poles | beste WM-Position (Jahr) | Motorenformel                                                       |
| ------------------------------ | --------------- | ------ | ----- | ----- | ------------------------ | ------------------------------------------------------------------- |
| Sauber F1 Team                 | 1994            | 15     | –     | –     | 7. (1994)                | 3.5 l V10                                                           |
| McLaren Racing                 | 1995–2014 2021– | 419    | 85    | 85    | 1. (1998, 2024)          | 3.0 l V10 (1995–2005) 2.4 l V8 (2006–2013) 1.6 l V6 T (2014, 2021–) |
| Brawn GP                       | 2009            | 17     | 8     | 5     | 1. (2009)                | 2.4 l V8                                                            |
| Force India F1                 | 2009–2018       | 185    | –     | 1     | 4. (2016, 2017)          | 2.4 l V8 (2009–2013) 1.6 l V6 T (2014–2018)                         |
| Williams Racing                | 2014–           | 228    | –     | 1     | 3. (2014, 2015)          | 1.6 l V6 T                                                          |
| Lotus F1 Team                  | 2015            | 19     | –     | –     | 6. (2015)                | 1.6 l V6 T                                                          |
| Manor Racing                   | 2016            | 21     | –     | –     | 11. (2016)               | 1.6 l V6 T                                                          |
| Aston Martin F1 (Racing Point) | 2018–           | 137    | 1     | 1     | 4. (2020)                | 1.6 l V6 T                                                          |

1. ↑  Bezogen auf die Konstrukteursweltmeisterschaft, die seit 1958 vergeben wird.
2. ↑  Lieferung der Motoren an Racing Point aus Sponsoringgründen unter der Bezeichnung BWT Mercedes.

Auswahl Mercedes-Motorenkunden
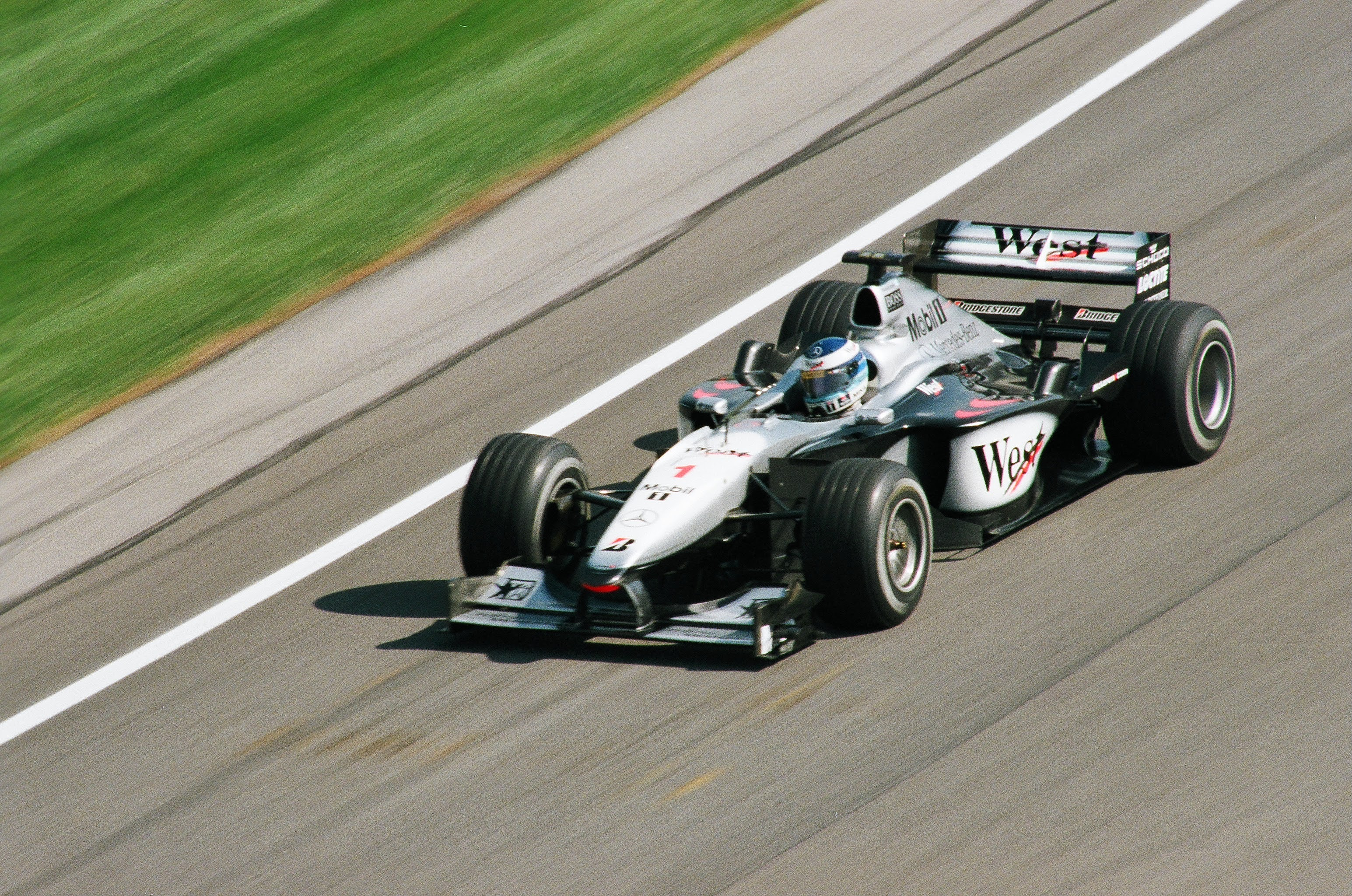
1995 bis 2014: McLaren als werksunterstütztes Kundenteam, hier mit dem MP4/15
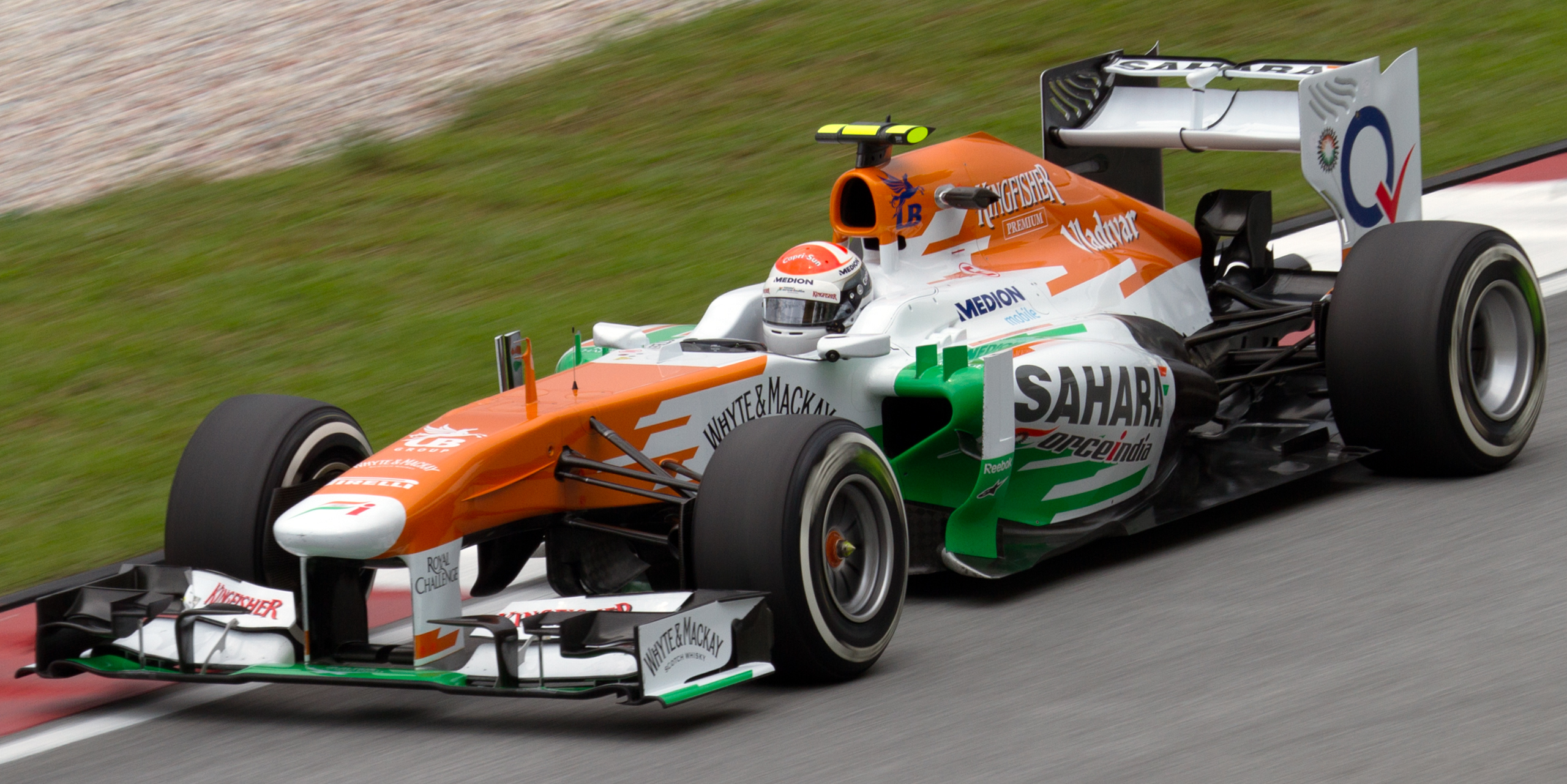
2009 bis 2018: Force India hier mit dem VJM06
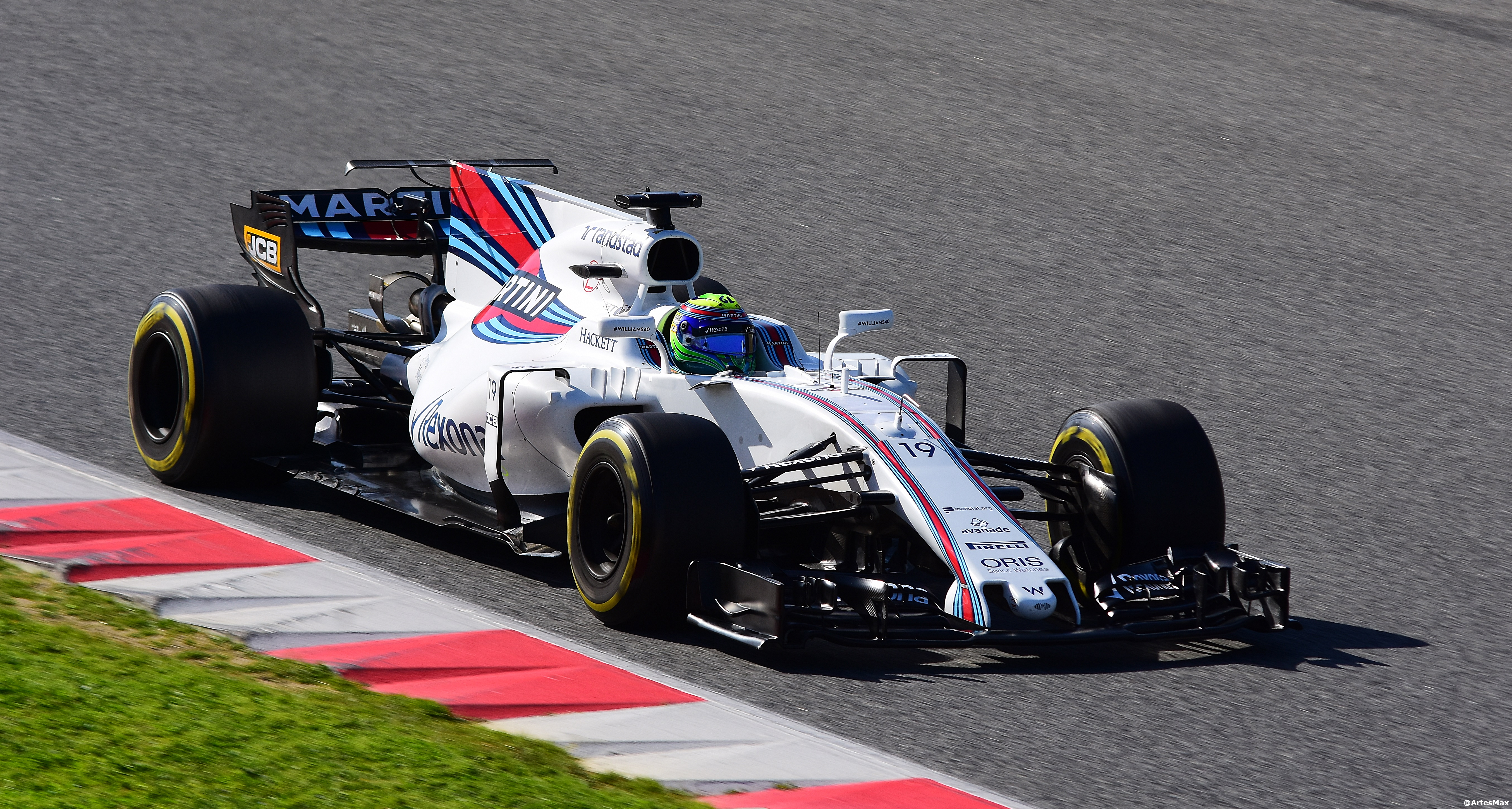
seit 2014: Williams, hier mit dem FW40
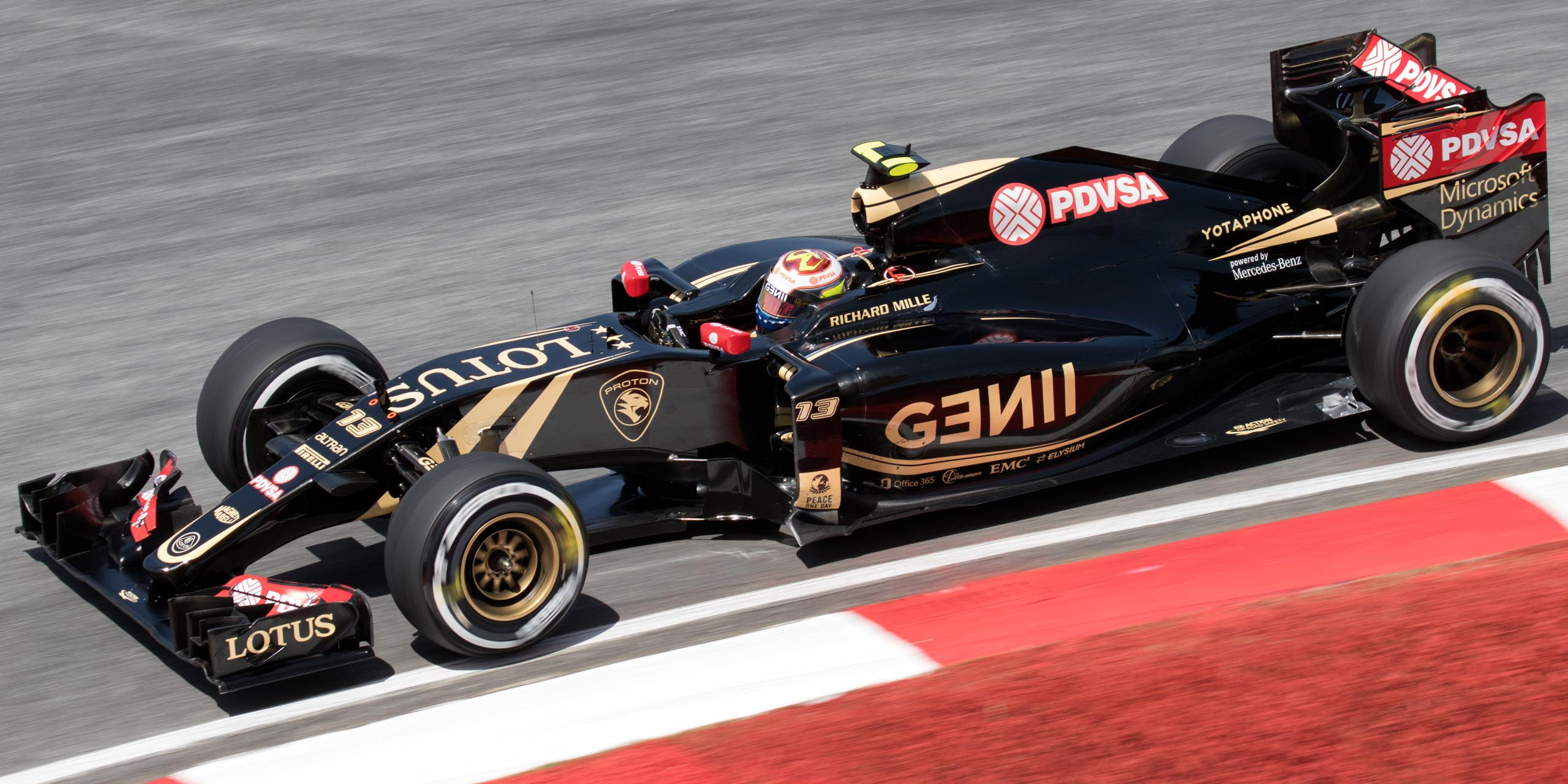
2015: Lotus F1 Team mit dem E23 Hybrid
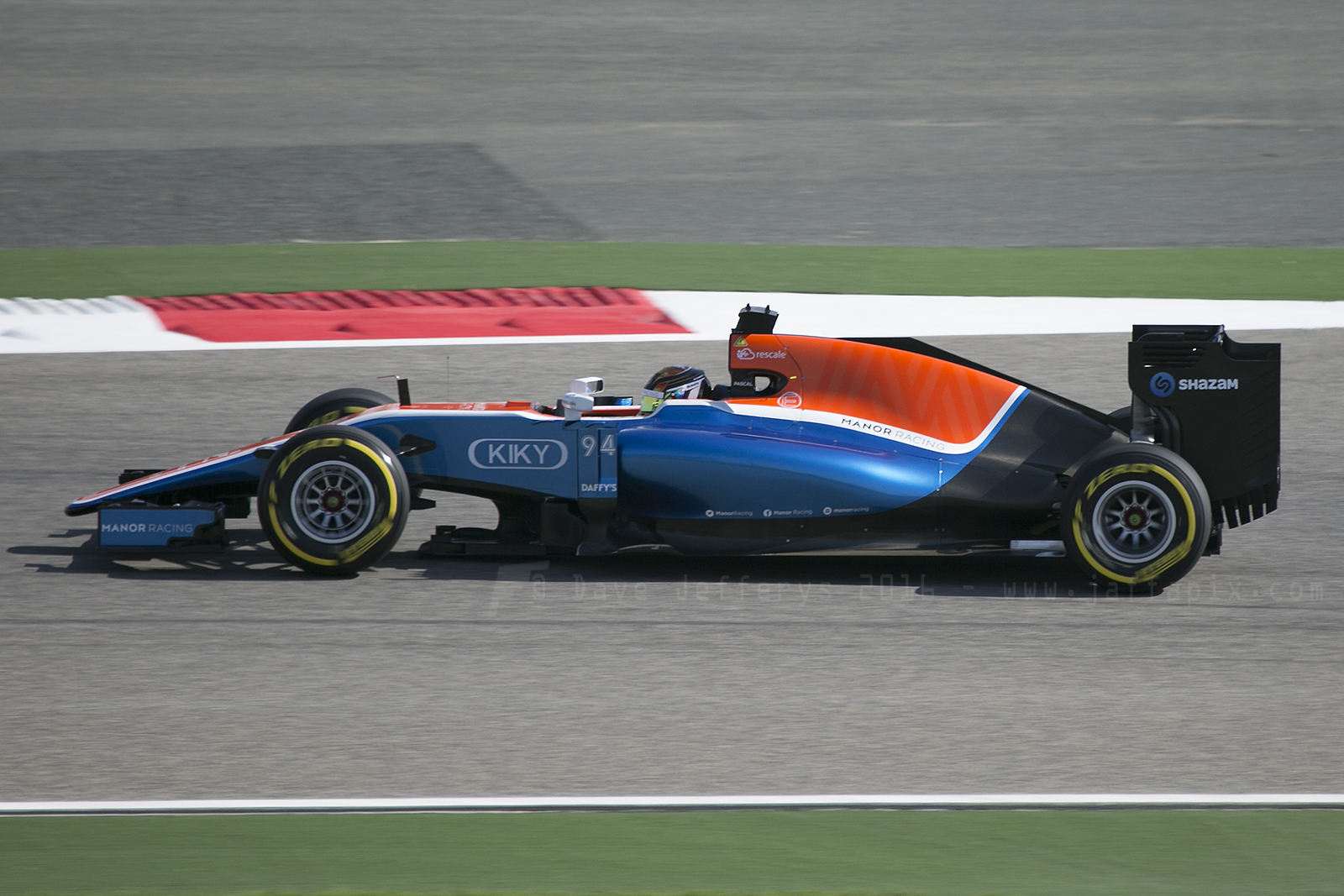
2016: Manor Racing mit dem MRT05
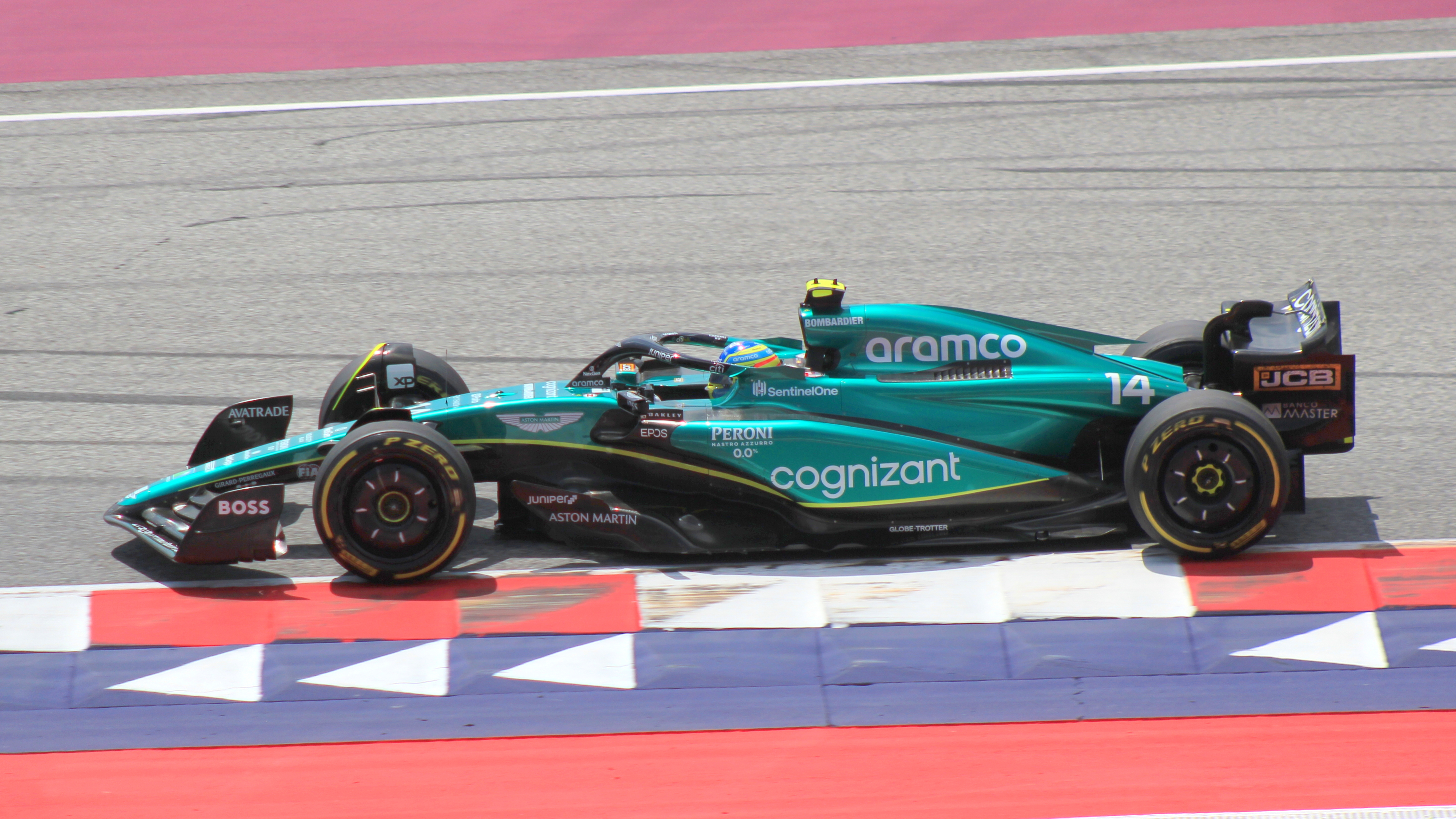
seit 2018: Aston Martin F1 bzw. Racing Point, hier mit dem AMR23
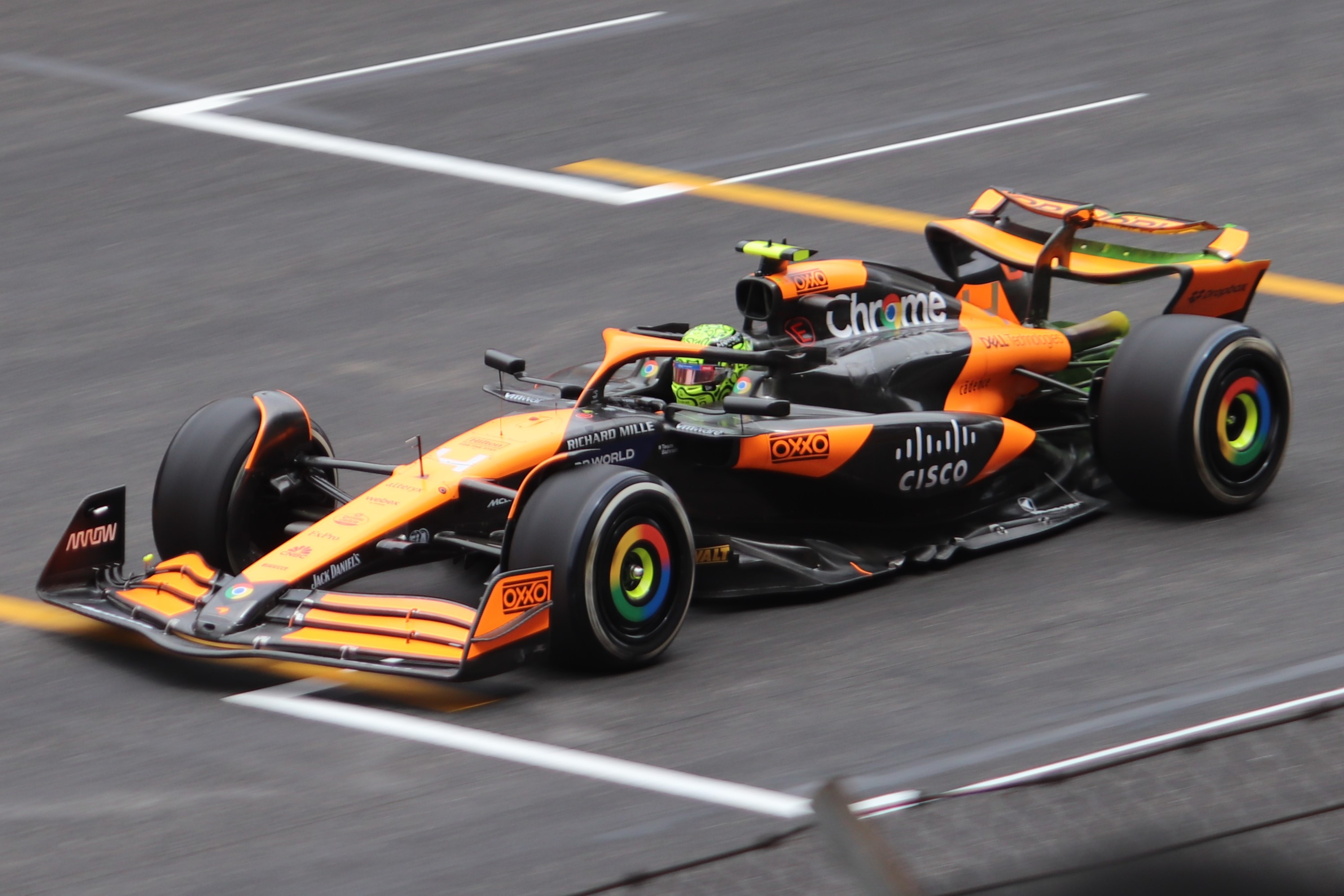
seit 2021: erneut McLaren, hier mit dem MCL38

### Liste der Formel-1-Motoren und Power Units von Mercedes AMG HPP

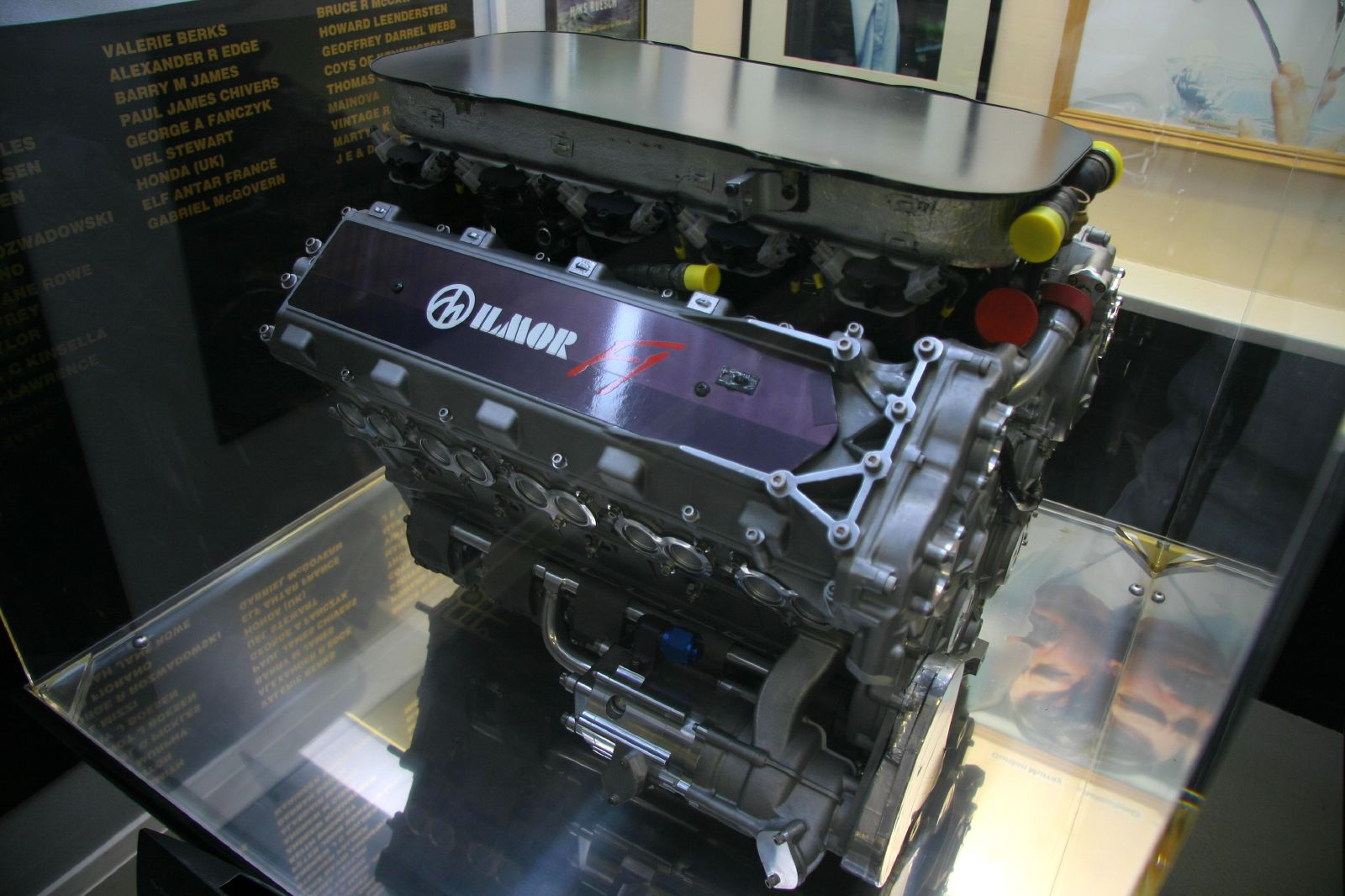
Der letzte eigenständige Formel-1-Motor von Ilmor: der 2175A (1993)

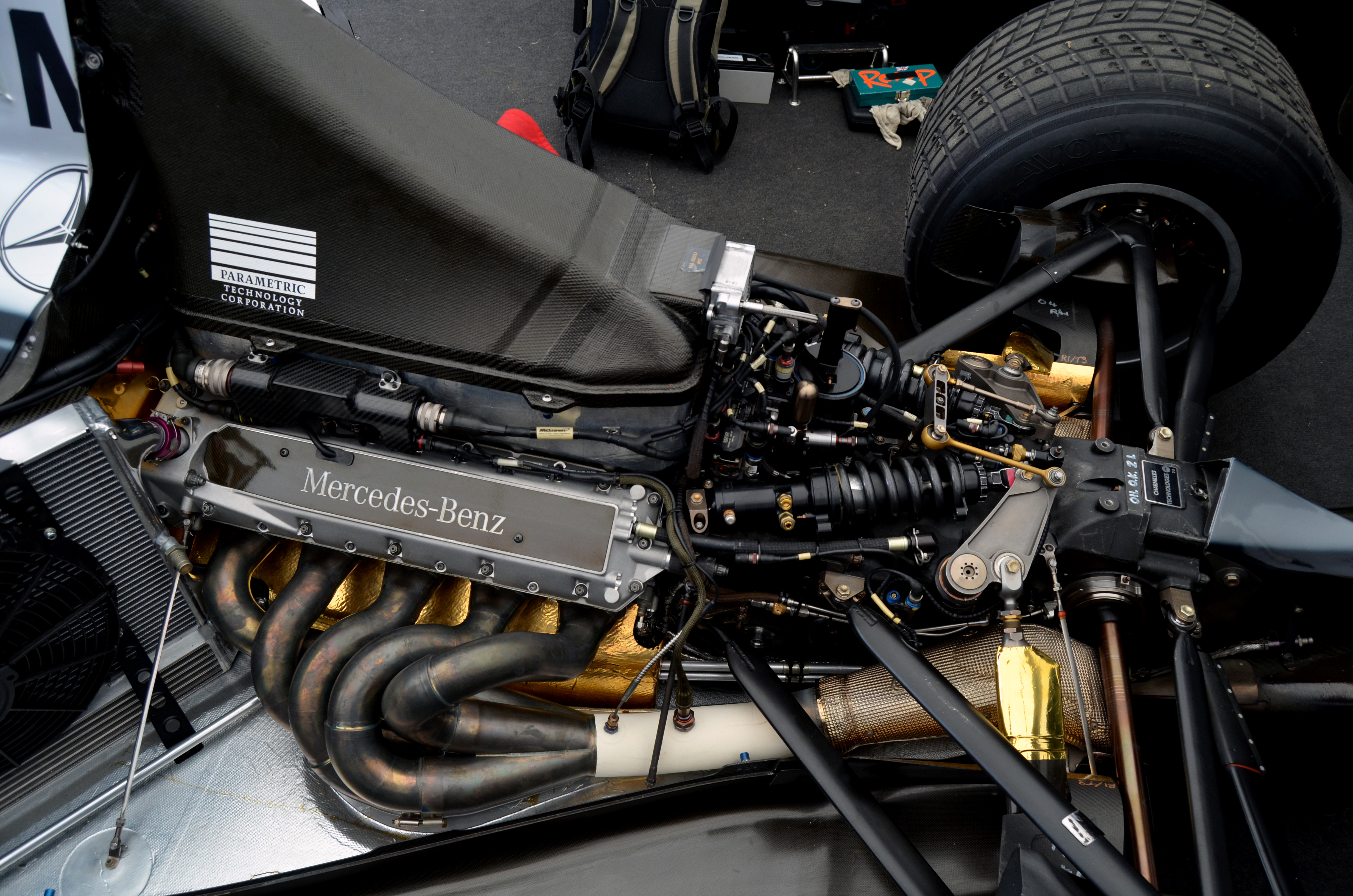
Der FO 110G und seine Einbindung in die hintere Aufhängung des McLaren MP4/13 (1998)

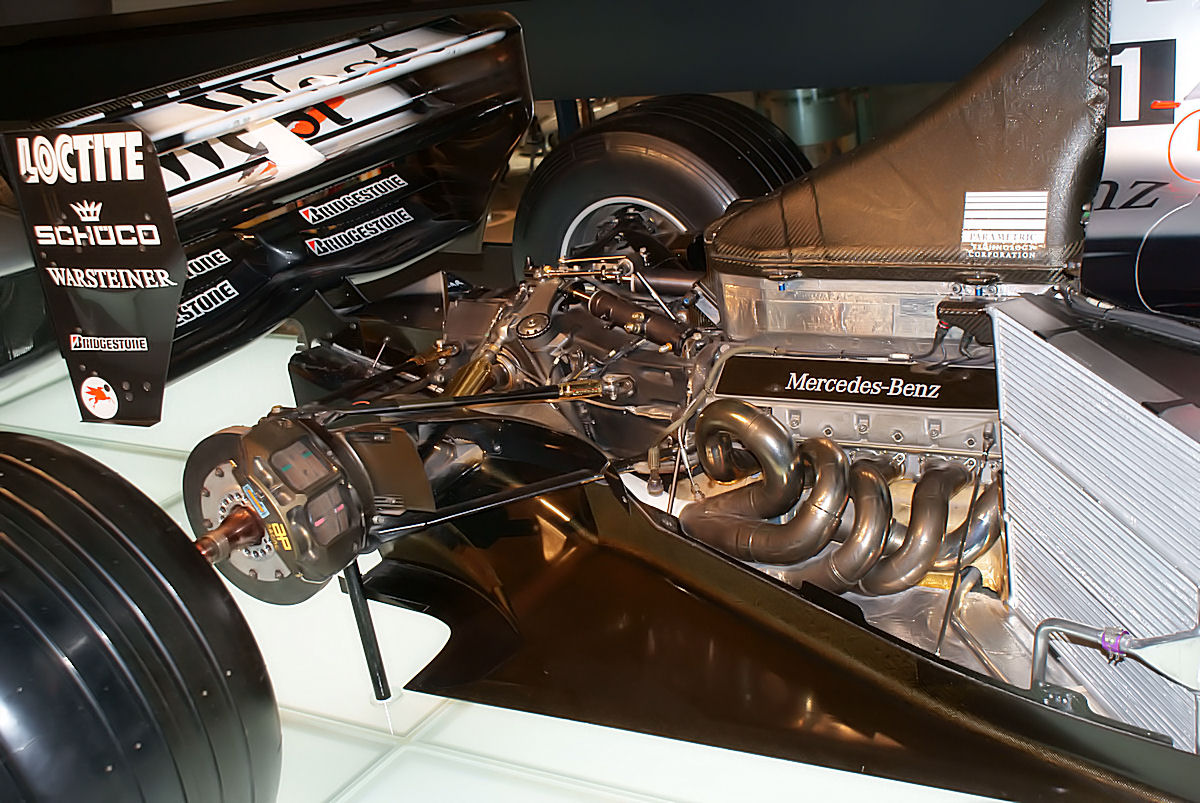
Der FO 110H im Weltmeisterauto der Saison 1999: McLaren MP4/14

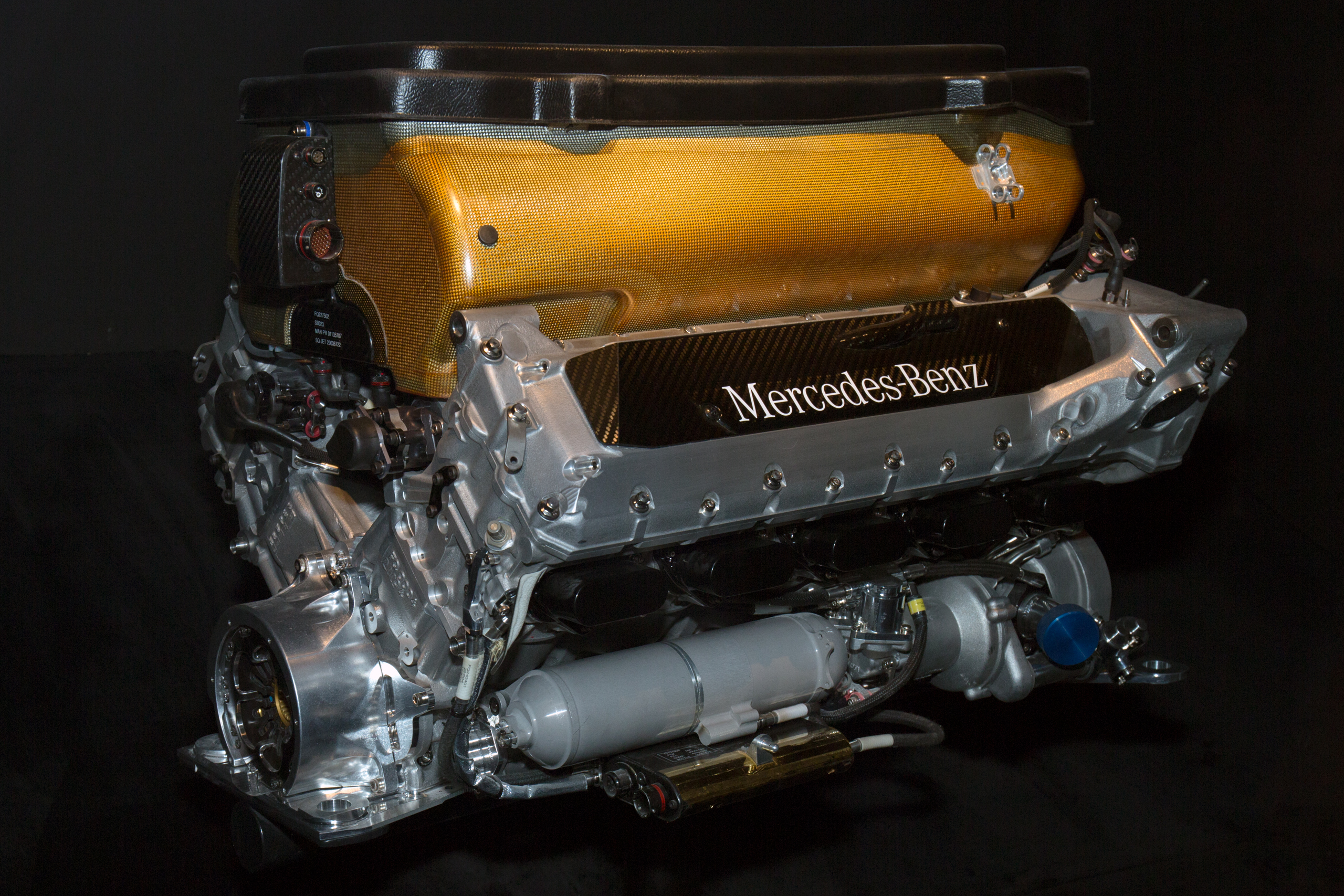
Der 3.0 l V10 Mercedes FO 110M (Jahrgang 2002)

| Saison | Bezeichnung                     | Bauform             | Hubraum   | Maximalleistung              |
| ------ | ------------------------------- | ------------------- | --------- | ---------------------------- |
| 1994   | Mercedes-Benz 2175B             | V10                 | 3.496 cm³ | 720-755 PS bei 14.000/min    |
| 1995   | Mercedes-Benz FO 110            | 75° V10             | 2.997 cm³ | 690 PS bei 15.600/min        |
| 1996   | Mercedes-Benz FO 110D           | 75° V10             | 2.997 cm³ | 720 PS bei 15.700/min        |
| 1997   | Mercedes-Benz FO 110E           | 75° V10             | 2.997 cm³ | 740-760 PS bei 15.800/min    |
| 1998   | Mercedes-Benz FO 110G           | 72° V10             | 2.998 cm³ | 800 PS bei 16.100/min        |
| 1999   | Mercedes-Benz FO 110H           | 72° V10             | 2.998 cm³ | 810 PS bei 16.200/min        |
| 2000   | Mercedes-Benz FO 110J           | 72° V10             | 2.998 cm³ | 815 PS bei 17.800/min        |
| 2001   | Mercedes-Benz FO 110K           | 72° V10             | 2.998 cm³ | 830 PS bei 17.800/min        |
| 2002   | Mercedes-Benz FO 110M           | 90° V10             | 2.998 cm³ | 845 PS bei 18.300/min        |
| 2003   | Mercedes-Benz FO 110P           | 90° V10             | 2.998 cm³ | 850 PS bei 18.500/min        |
| 2004   | Mercedes-Benz FO 110Q           | 90° V10             | 2.998 cm³ | 870 PS bei 18.500/min        |
| 2005   | Mercedes-Benz FO 110R           | 90° V10             | 2.998 cm³ | 930 PS bei 19.000/min        |
| 2006   | Mercedes-Benz FO 108S           | 90° V8              | 2.398 cm³ | 750 PS bei 19.000/min        |
| 2007   | Mercedes-Benz FO 108T           | 90° V8              | 2.398 cm³ | 810 PS bei 19.000/min        |
| 2008   | Mercedes-Benz FO 108V           | 90° V8              | 2.398 cm³ | 750-800 PS bei 19.000/min    |
| 2009   | Mercedes-Benz FO 108W           | 90° V8              | 2.398 cm³ | 750 PS + KERS bei 18.000/min |
| 2010   | Mercedes-Benz FO 108X           | 90° V8              | 2.398 cm³ | 750 PS bei 18.000/min        |
| 2011   | Mercedes-Benz FO 108Y           | 90° V8              | 2.398 cm³ | 750 PS + KERS bei 18.000/min |
| 2012   | Mercedes-Benz FO 108Z           | 90° V8              | 2.398 cm³ | 750 PS + KERS bei 18.000/min |
| 2013   | Mercedes-Benz FO 108F           | 90° V8              | 2.398 cm³ | 750 PS + KERS bei 18.000/min |
| 2014   | Mercedes-Benz PU106A Hybrid     | 90° V6 Turbo Hybrid | 1.600 cm³ | 799-850 PS (inkl. ERS)       |
| 2015   | Mercedes-Benz PU106B Hybrid     | 90° V6 Turbo Hybrid | 1.600 cm³ | 870 PS (inkl. ERS)           |
| 2016   | Mercedes-Benz PU106C Hybrid     | 90° V6 Turbo Hybrid | 1.600 cm³ | 900-949 PS (inkl. ERS)       |
| 2017   | Mercedes-AMG M08 EQ Power+      | 90° V6 Turbo Hybrid | 1.600 cm³ | 949 PS (inkl. ERS)           |
| 2018   | Mercedes-AMG M09 EQ Power+      | 90° V6 Turbo Hybrid | 1.600 cm³ | ca. 950-1000 PS (inkl. ERS)  |
| 2019   | Mercedes-AMG M10 EQ Power+      | 90° V6 Turbo Hybrid | 1.600 cm³ | ca. 1000 PS (inkl. ERS)      |
| 2020   | Mercedes-AMG M11 EQ Performance | 90° V6 Turbo Hybrid | 1.600 cm³ | ca. 1025 PS (inkl. ERS)      |
| 2021   | Mercedes-AMG M12 E Performance  | 90° V6 Turbo Hybrid | 1.600 cm³ | ca. 1050 PS (inkl. ERS)      |
| 2022   | Mercedes-AMG M13 E Performance  | 90° V6 Turbo Hybrid | 1.600 cm³ | k. A.                        |
| 2023   | Mercedes-AMG M14 E Performance  | 90° V6 Turbo Hybrid | 1.600 cm³ | k. A.                        |
| 2024   | Mercedes-AMG M15 E Performance  | 90° V6 Turbo Hybrid | 1.600 cm³ | k. A.                        |

1. ↑  Angaben zur Maximalleistung in vielen Fällen inoffiziell bzw. Schätzungen.